# James Brokenshire
James Peter Brokenshire (Southend-on-Sea, 8 januari 1968 – Dartford, 7 oktober 2021) was een Brits politicus van de Conservative Party. Hij was lid van het Lagerhuis voor Old Bexley en Sidcup van 2010 tot zijn dood in 2021.

## Carrière
Brokenshire was sinds 2010 opeenvolgend bewindspersoon in de kabinetten-Cameron I (2010–2015), Cameron II (2015–2016), May I (2016–2017), May II (2017–2019) en Johnson (2019–heden). Hij was staatssecretaris voor Binnenlandse Zaken van 2010 tot 2011, en onderminister voor Veiligheidsdiensten van 2011 tot 2014, onderminister voor Immigratie van 2014 tot 2016, minister voor Noord-Ierland van 2016 tot 2018 en minister van Huisvesting, Wijken en Lokale Overheid van 2018 tot 2019.  In het kabinet Johnson II was hij vanaf 2020 weer onderminister voor Veiligheidsdiensten.
On 7 juli 2021 diende Brokenshire wegens gezondheidsredenen zijn ontslag in. Hij overleed op 7 oktober 2021 in het ziekenhuis in Dartford op 53-jarige leeftijd aan de gevolgen van longkanker.